# Serra dels Tudons

La Serra dels Tudons, respecte del terme de Granera

La Serra dels Tudons és una serra del terme municipal de Granera, a la comarca del Moianès.
Està situat a la zona oriental del terme, al límit oest de l'apèndix que fa el terme de Granera en el de Castellterçol, on hi ha la masia del Solà del Sot. És la continuïtat cap al nord de l'extrem nord-oriental de la Carena de Coll d'Ases, i té l'extrem nord-est molt a prop de la masia esmentada. Separa els dos torrents de la capçalera del torrent del Pererol. S'estén de nord-est a sud-oest, i al seu extrem sud-occidental enllaça amb el Serrat de les Pedres.